# Калагео (Гаваї)
Калагео (англ. Kalaheo) — переписна місцевість (CDP) в США, в окрузі Кауаї штату Гаваї. Населення — 4996 осіб (2020).

## Географія
Калагео розташоване за координатами 21°55′1″ пн. ш. 159°31′18″ зх. д. / 21.91694° пн. ш. 159.52167° зх. д. (21.917001, -159.521595).  За даними Бюро перепису населення США в 2010 році переписна місцевість мала площу 9,18 км², з яких 9,06 км² — суходіл та 0,11 км² — водойми.

## Демографія
Згідно з переписом 2010 року, у переписній місцевості мешкало 4595 осіб у 1670 домогосподарствах у складі 1203 родин. Густота населення становила 501 особа/км².  Було 1819 помешкань (198/км²).
Расовий склад населення:
| - 43,7 % — білих - 25,5 % — азіатів - 4,2 % — вихідців з тихоокеанських островів - 0,5 % — корінних американців - 0,4 % — чорних або афроамериканців |

До двох чи більше рас належало 24,9 %. Частка іспаномовних становила 10,7 % від усіх жителів.
За віковим діапазоном населення розподілялося таким чином: 22,5 % — особи молодші 18 років, 62,4 % — особи у віці 18—64 років, 15,1 % — особи у віці 65 років та старші. Медіана віку мешканця становила 42,4 року. На 100 осіб жіночої статі у переписній місцевості припадало 100,6 чоловіків;  на 100 жінок у віці від 18 років та старших — 98,7 чоловіків також старших 18 років.
Середній дохід на одне домашнє господарство  становив 82 183 долари США (медіана — 79 684), а середній дохід на одну сім'ю — 91 080 доларів (медіана — 82 419). Медіана доходів становила 42 297 доларів для чоловіків та 36 515 доларів для жінок. За межею бідності перебувало 9,7 % осіб, у тому числі 11,7 % дітей у віці до 18 років та 7,1 % осіб у віці 65 років та старших.
Цивільне працевлаштоване населення становило 2171 особа. Основні галузі зайнятості: мистецтво, розваги та відпочинок — 22,1 %, науковці, спеціалісти, менеджери — 16,0 %, освіта, охорона здоров'я та соціальна допомога — 14,8 %, роздрібна торгівля — 13,8 %.